# Communauté de communes du val de Pesmes
La communauté de communes du val de Pesmes est une ancienne communauté de communes française de la Haute-Saône en France. 

## Historique
La communauté de communes a été créée par un arrêté préfectoral du 12 décembre 2002, en prenant la suite du Syndicat intercommunal de développement et d’aménagement du canton de Pesmes.
Dans le cadre des dispositions de la loi portant nouvelle organisation territoriale de la République (Loi NOTRe) du 7 août 2015, qui prévoit que les établissements publics de coopération intercommunale (EPCI) à fiscalité propre doivent avoir un minimum de 15 000 habitants (et 5 000 habitants en zone de montagnes), le préfet de la Haute-Saône a présenté en octobre 2015 un projet de révision du SDCI qui prévoit notamment la scission de la communauté de communes du val de Pesmes, dont certaines communes seraient intégrées à la communauté de communes du Val marnaysien et les autres communes à celle du Val de Gray,.
Malgré l'opposition du Val de Pesmes, le SDCI définitif, approuvé par le préfet le 30 mars 2016, a prévu l'extension : 
- du Val Marnaysien aux communes de Bard-lès-Pesmes, Berthelange, Brésilley, Chancey, Chaumercenne, Courcelles-Ferrières, Corcondray, Etrabonne, Ferrières-les-Bois, Malans, Mercey-le-Grand, Montagney, Motey-Besuche, Villers-Buzon, portant le nouvel ensemble à 13 784 habitants, selon le recensement de 2013 ;
- Val de Gray aux communes d'Arsans, Broye-Aubigney-Montseugny, Chevigney, La Grande-Résie, La Résie-Saint-Martin, Lieucourt, Pesmes, Sauvigney-lès-Permes, Vadans, Valay et Venère, portant le nouvel ensemble à 20 807 habitants [6].

Cette fusion a pris effet le 1er janvier 2017, après consultation formelle des conseils municipaux et communautaires concernés.

## Territoire communautaire

### Composition
Au premier janvier 2016, elle regroupe les 18 communes suivantes :
| Nom                       | Code Insee | Gentilé      | Superficie (km2) | Population (dernière pop. légale) | Densité (hab./km2) |
| ------------------------- | ---------- | ------------ | ---------------- | --------------------------------- | ------------------ |
| Pesmes (siège)            | 70408      | Pesmois      | 18,64            | 1 100 (2014)                      | 59                 |
| Arsans                    | 70030      |              | 2,48             | 50 (2014)                         | 20                 |
| Bard-lès-Pesmes           | 70048      | Barois       | 5,21             | 138 (2014)                        | 26                 |
| Bresilley                 | 70092      | Brecinquois  | 3,54             | 191 (2014)                        | 54                 |
| Broye-Aubigney-Montseugny | 70101      |              | 25,36            | 457 (2014)                        | 18                 |
| Chancey                   | 70126      |              | 7,71             | 193 (2014)                        | 25                 |
| Chaumercenne              | 70142      |              | 4,95             | 166 (2014)                        | 34                 |
| Chevigney                 | 70151      |              | 5,17             | 37 (2014)                         | 7,2                |
| La Grande-Résie           | 70443      |              | 4,76             | 82 (2014)                         | 17                 |
| Lieucourt                 | 70302      | Lieucourtois | 4,80             | 82 (2014)                         | 17                 |
| Malans                    | 70327      |              | 6,75             | 132 (2014)                        | 20                 |
| Montagney                 | 70353      |              | 9,21             | 511 (2014)                        | 55                 |
| Motey-Besuche             | 70374      |              | 6,21             | 112 (2014)                        | 18                 |
| La Résie-Saint-Martin     | 70444      | Résillés     | 3,27             | 152 (2014)                        | 46                 |
| Sauvigney-lès-Pesmes      | 70480      |              | 6,35             | 159 (2014)                        | 25                 |
| Vadans                    | 70510      |              | 12,95            | 140 (2014)                        | 11                 |
| Valay                     | 70514      | Valésiens    | 17,40            | 684 (2014)                        | 39                 |
| Venère                    | 70542      |              | 7,96             | 219 (2014)                        | 28                 |

### Démographie
| 1968  | 1975  | 1982  | 1990  | 1999  | 2008  | 2013  |
| ----- | ----- | ----- | ----- | ----- | ----- | ----- |
| 3 796 | 3 593 | 3 667 | 3 644 | 3 843 | 4 387 | 4 579 |

## Organisation

### Siège
L'intercommunalité a son siège à Pesmes, Place des promenades.

### Élus
La communauté de communes est administrée par un conseil communautaire constitué, pour la mandature 2014-2020, de 31 délégués représentant chacune des 18 communes membres, répartis sensiblement en fonction de l'importance de leur population, à raison de : 

- 7 délégués pour Pesmes ;

- 4 délégués pour Valay ;

- 3 délégués pour Broye-lès-Pesmes - Aubigney - Montseugny, Montagney ;

- 1 délégué et son suppléant pour les autres communes.
Le conseil communautaire du 16 avril 2014 a élu son président, André Gauthier, maire de maire de Chancey,  et ses 3 vice-présidents de la mandature 2014-2020, qui sont :
- Frédérick Henning, maire de Pesmes, président de la commission budget, finances et aménagement du territoire ;
- Gérard Gandré, maire de Broye-Aubigney-Montseugny, président de la commission économie, logement et cadre de vie ;
- Roland Seyfritz, maire de Sauvigney-lès-Pesmes, président de la commission scolaire, périscolaire et gymnase[9].

### Liste des présidents
| Période | Période  | Identité       | Étiquette | Qualité |
| ------- | -------- | -------------- | --------- | --- |
| 2003    | En cours | André Gauthier |           | Agriculteur Maire de Chancey (2001 → ) Vice-président du Pays graylois (2014 → ) Réélu pour le mandat 2014-2020 |

### Compétences
L'intercommunalité exerce les compétences qui lui ont été transférées par les communes membres, dans les conditions définies par le code général des collectivités territoriales. Il s'agit de :
- Aménagement de l’espace : étude, mise en œuvre et signature de conventions pour des programmes de développement dans le cadre des compétences dévolues
- Développement économique : toute action en faveur des entreprises ; étude et mise  en œuvre d’une Opération de Restructuration de l’Artisanat et du Commerce ; aide à la création d’activités touristiques ; gestion des zones d’activités d’intérêt communautaire ; construction et gestion de bâtiments à vocation économique ; information et accompagnement des projets d’entreprises.
- Protection et mise en valeur de l’environnement : actions de sensibilisation à la protection des milieux et au tri sélectif ; travaux d’aménagement et d’entretien des sentiers touristiques ; toute action relative à la qualité de l’eau de consommation.
- Politique du logement et du cadre de vie : mise en œuvre d’Opérations Programmées pour l’Amélioration de l’Habitat ou de Programme d’Intérêt Général ; mise en place d’un observatoire du logement, ; acquisition et gestion de bâtiments pour rénovation à usage locatif ; réflexions sur le transport collectif et sur la carte scolaire.
- Construction, entretien et fonctionnement d’équipements culturels, sportifs, d’enseignement préélémentaire et élémentaire d’intérêt communautaire.

### Régime fiscal et budget
La Communauté de communes est un établissement public de coopération intercommunale à fiscalité propre.
Afin de financer l'exercice de ses compétences, l'intercommunalité perçoit la fiscalité professionnelle unique (FPU) – qui a succédé à la taxe professionnelle unique (TPU) – et assure une péréquation de ressources entre les communes résidentielles et celles dotées de zones d'activité.
Elle bénéficie d'une bonification de la dotation globale de fonctionnement (DGF) et perçoit la redevance d'enlèvement des ordures ménagères (REOM), qui finance ce service.